# Diplacrum pygmaeum
Diplacrum pygmaeum là loài thực vật có hoa trong họ Cói. Loài này được (R.Br.) Nees ex Boeckeler mô tả khoa học đầu tiên năm 1874.